# With Full Force

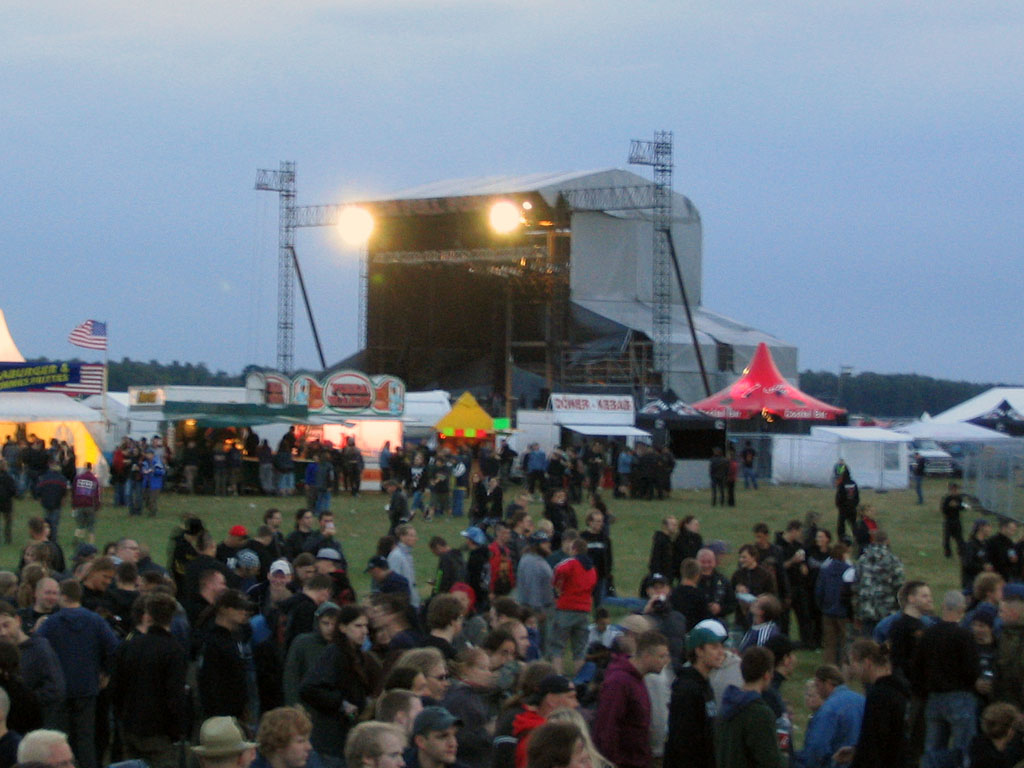
Il Main Stage del WithFullForce 2004

Il With Full Force è un festival dedicato principalmente al heavy metal e punk rock nato nel 1994 che si svolge annualmente in Germania a Löbnitz, nei pressi di Lipsia.

## 1997
4-6 luglio, Aeroporto di Zwickau, Sassonia
Rammstein, Manowar, Type O Negative, S.O.D., Project Pitchfork, Sick of It All, Such a Surge, Agnostic Front, Biohazard, Tiamat, Obituary, Thumb, Samael, Oomph!, Moonspell, Crematory, Dimmu Borgir, J.B.O., Sodom, Schweisser, Bolt Thrower, A.O.K., Humunous Fungus, Think About Mutation, Entombed, Dritte Wahl, Manos

## 1998
10-12 luglio, Aeroporto di Zwickau, Sassonia
Slayer, Marilyn Manson, Paradise Lost, Suicidal Tendencies, Venom, Front 242, Blind Guardian, Savatage, Such a Surge, HammerFall, Knorkator, Stuck Mojo, Madball, Two, Cradle of Filth, Yuppicide, Covenant, Ryker's, Pyogenesis, Sheer Terror, Turbonegro, Hate Squad, J.B.O., Atrocity, Pro Pain, Primal Fear, Vicki Vomit

## 1999
25-27 luglio, Aeroporto di Roitzschjora, Löbnitz, Lipsia
Headliner:
- Ministry
- Monster Magnet
- S.O.D.
- Manowar
- Sepultura
- NOFX

Altri gruppi:
59 Times The Pain, Agnostic Front, Amorphis, Boiled Kilt, Crematory, Children of Bodom, A.O.K., Beatstakes, Bolt Thrower, Orgy, Die Schinder, Destruction, Discipline, Dritte Wahl, Enslaved, Grave Digger, Hypocrisy, Ignite, In Extremo, Immortal, Lagwagon, Mayhem, Metalium, Troopers, Mercyful Fate, Misfits, Moshquito, Oomph!, Painflow, Pitchshifter, Richthofen, H2O, Pro Pain, Ryker's, Samael, Satyricon, Six Feet Under, Skyclad, Tanzwut, Theatre of Tragedy, Terrogruppe, Teple of The Absurd, Totenmond

## 2000
23-25 luglio, Aeroporto di Roitzschjora, Löbnitz, Lipsia
Main Stage
| Venerdì | Sabato                                                                                           | Domenica                                                                       |
| --- | ------------------------------------------------------------------------------------------------ | ------------------------------------------------------------------------------ |
| Iron Maiden Such a Surge Entombed Madball Cannibal Corpse Die Apokalyptischen Reiter Viu Drakh Dirty Deeds | Biohazard Agnostic Front Bolt Thrower Oomph! Sodom The Exploited Dismember Primordial Postmortem | Slayer Machine Head Cro-Mags J.B.O. Subway to Sally Knorkator Angel Dust Manos |

Hardbowl-Tentstage
| Venerdì | Sabato                                                                           | Domenica                                                                                     |
| --- | -------------------------------------------------------------------------------- | -------------------------------------------------------------------------------------------- |
| Shelter 59 Times the Pain Not Fun At All Bombshell Rocks Liberator Voice of a Generation Brightside Unboued | The Business Ignite Daily Terror Gluecifer Skarhead Farmer Boys U.S. Bombs Lousy | Earth Crisis Spermbirds Forgotten Disrespect Miozän Barcode Hard Resistance Crushing Caspars |

Knüppelnacht - Saturday Night Fever - The Last Supper
| Venerdì                                      | Sabato                                                       | Domenica                                                                     |
| -------------------------------------------- | ------------------------------------------------------------ | ---------------------------------------------------------------------------- |
| Gorgoroth Krisiun Marduk Asphyx Dark Funeral | Blind Passenger Hardcore Superstar Think About Mutation Pain | Dezperadoz feat. Onkel Tom Angelripper Weissglut Goddess of Desire Orphanage |

## 2001
22-24 giugno, Aeroporto di Roitzschjora, Löbnitz, Lipsia
Main Stage
| Venerdì | Sabato                                                                            | Domenica |
| --- | --------------------------------------------------------------------------------- | --- |
| Mötorhead H-Blockx Suicidal Tendencies Cradle of Filth Megadeth Savatage Farmer Boys Warhammer Days of Grace | Soulfly Devin Townsend Thumb Destruction In Flames Gluecifer Crowbar Gurd Hangmen | Judas Priest Sick Of it All M.O.D. Shelter Nevermore Cathedral Unleashed Holy Moses 4LYN Mambo Kurt & Bossa |

Hard Bowl
| Venerdì                                                                                                | Sabato                                                                                   | Domenica                                                                                                  |
| --- | ---------------------------------------------------------------------------------------- | --- |
| Ryker's Dritte Wahl Brightside The Bones Disrespect D.O.A. Shutdown Skin of Tears New Jersey Bloodline | Ignite The Damned Vision Mad Sin Oxymoron The Undead Rantaplan Emil Bulls Punishable Act | Dropkick Murphys Donots Stampin Ground Venerea Backfire Reach the Sky Die Happy 4 in tha Chamber Fifty 50 |

Knüppelnacht - Saturday Night Fever - The Last Supper
| Venerdì                                                   | Sabato                                   | Domenica                                        |
| --------------------------------------------------------- | ---------------------------------------- | ----------------------------------------------- |
| Belphegor Napalm Death Zyklon Vader Six Feet Under Hypnos | Crack up Zeromancer Nashville Pussy Pain | Haggard Umbra et Imago Letzte Instanz Crematory |

## 2002
29 giugno-1º luglio, Aeroporto di Roitzschjora, Löbnitz, Lipsia
Main Stage
| Venerdì                                                                                              | Sabato | Domenica |
| --- | --- | --- |
| Slayer Biohazard Dead Kennedys Rob Halford Hypocrisy Cannibal Corpse Arch Enemy Dew-Scented Substyle | Mötorhead Agnostic Front Oomph Kreator Subway to Sally Grave Digger Pungent Stench Haemorrhage Heaven Shall Burn Bazzooka | Machine Head Dropkick Murphys Such a Surge In Extremo The Exploited J.B.O. Immortal Pro Pain Disharmonic Orchestra Revolver |

Hard Bowl
| Venerdì                                                                                  | Sabato | Domenica                                                                                         |
| ---------------------------------------------------------------------------------------- | --- | ------------------------------------------------------------------------------------------------ |
| Nomeansno 4LYN Raging Speedhorn Dickies D.R.I. Union 13 Scattergun Devil Inside Sidekick | Strife Discipline U.S. Bombs The Distillers Dawn by Law M.D.C. Rumble Militia Skarhead The Roerhedds Cataract | Slapshot The Business Mad Sin Sub Zero Satanic Surfers Right Direction Lousy Waterdown The Spook |

Knüppelnacht - Saturday Night Fever - The Last Supper
| Venerdì                                                  | Sabato                                         | Domenica                                   |
| -------------------------------------------------------- | ---------------------------------------------- | ------------------------------------------ |
| Impaled Nazarene Kataklysm Marduk Lock Up Grave Behemoth | Smoke Blow Alec Empire Zimmer's Hole Knorkator | Finntroll Bethlehem Candlemass Dornenreich |

## 2003
4-6 giugno, Aeroporto di Roitzschjora, Löbnitz, Lipsia
Main Stage
| Venerdì | Sabato                                                                                                  | Domenica |
| --- | --- | --- |
| Soulfly J.B.O. Six Feet Under Hatebreed Subway to Sally Prong Napalm Death The Spook Dritte Wahl Totenmond | Type O Negative Sepultura Destruction Clawfinger Messiah Saint Vitus Madball Entombed Manos Debris Inc. | Slayer Ministry Sick of It All Anthrax Sodom Stone Sour Overkill Die Happy Raging Speedhorn Die Apokalyptischen Reiter Mambo Kurt |

Hard Bowl
| Venerdì | Sabato | Domenica |
| --- | --- | --- |
| Rykers Slapshot Smokeblow Discipline Roger Miret & Disaster Caliban The Turbo A.C.s. Charley's War XthrodownX | Poison Idea Youth of Today Discharge The Bones Atreyu Crazy White Shawn Die Kassierer Brightside Troopers Most Precious Blood Born from Pain | Youth of Today Cockney Rejects Kill Your Ideals Stars'n'Stripes Backfire The Generators Pyogenesis Rawside KJU |

Knüppelnacht - Saturday Night Fever - The Last Supper
| Venerdì                                           | Sabato                                                                       | Domenica                            |
| ------------------------------------------------- | ---------------------------------------------------------------------------- | ----------------------------------- |
| Eisregen 1349 Macabre Zyklon Amon Amarth Entroned | The Real McKenzies Think About Mutation Samael Birthday Special The Darkness | Opeth My Dying Bride Moonspell Doro |

## 2004
2-4 giugno, Aeroporto di Roitzschjora, Löbnitz, Lipsia
Main Stage
| Venerdì                                                                                               | Sabato | Domenica |
| --- | --- | --- |
| Slipknot Hatebreed Life Of Agony Hypocrisy The Exploited Death Angel Soilwork The Real McKenzies Tape | Dimmu Borgir Agnostic Front Six Feet Under Fear Factory Grave Digger Ill Niño The Bones Chimaira Ektomorf A.O.K. | Soulfly Monster Magnet Turbonegro Dark Tranquillity Rose Tattoo Shadows Fall Crowbar Heaven Shall Burn Exhumed Hanns Martin Slayer |

Hard Bowl
| Venerdì                                                                                                 | Sabato                                                                                  | Domenica |
| --- | --------------------------------------------------------------------------------------- | --- |
| Beatsteaks Donots Caliban Punishable Act Peter Pan Speedrock Misconduct E-Town Concrete Maroon Sidekick | Ignite Lokalmatadore Discharge Born from Pain Mad Sin Sword Enemy Lousy Breed 77 I Defy | Backyard Babies Blood for Blood Last Resort Terror Conflict Walls of Jericho Street Dogs Born Cool Adjugdement |

Knüppelnacht - Saturday Night Fever - The Last Supper
| Venerdì                                                  | Sabato                                      | Domenica                                       |
| -------------------------------------------------------- | ------------------------------------------- | ---------------------------------------------- |
| Mayhem Naglfar Benediction Malevolent Creation Disbelief | The Peep Show Fireball Ministry Mnemic Neck | The Vision Bleak Lake of Tears Tiamat Atrocity |

## 2005
1°-3 giugno, Aeroporto di Roitzschjora, Löbnitz, Lipsia
Main Stage
| Venerdì                                                                                   | Sabato                                                                                          | Domenica |
| ----------------------------------------------------------------------------------------- | ----------------------------------------------------------------------------------------------- | --- |
| Slayer In Flames Killswitch Engage Anti-Flag Obituary Mastodon Extreme Noise Terror Spawn | Iron Maiden Beatstakes Sick of It All Such a Surge Ektomorf Amen Kataklysm Betzefer Red Harvest | Motörhead Monster Magnet Anthrax The Hellacopters Pro Pain Raging Speedhorn Nuclear Assault Die Apokalyptischen Reiter Dew-Scented Superbutt |

Hard Bowl
| Venerdì                                                                                           | Sabato                                                                        | Domenica                                                                                        |
| ------------------------------------------------------------------------------------------------- | ----------------------------------------------------------------------------- | ----------------------------------------------------------------------------------------------- |
| Misfits Marc Foggo & The Skasters Walls of Jericho Ohl Stretch Armstrong Cataract Barcode Destiny | Die Kassierer Discipline Maroon Terror Murphy's Law Merauder Crosscut Narziss | Brightside U.S. Bombs Harley's War Dritte Wahl She Male Trouble Smoke Blow Fear My Thoughts ZSK |

Knüppelnacht - Saturday Night Fever - The Last Supper
| Venerdì                                                                  | Sabato                                   | Domenica                                      |
| ------------------------------------------------------------------------ | ---------------------------------------- | --------------------------------------------- |
| Behemoth Illdisposed Carpathian Forest God Dethroned Gorgoroth Unleashed | Manos Amulet Brainless Wankers Knorkator | Haggard Eläkeläiset Finntroll Subway to Sally |

## 2006
30 giugno-2 luglio, Aeroporto di Roitzschjora, Löbnitz, Lipsia
Main Stage
| Venerdì                                                                                           | Sabato                                                                                               | Domenica |
| ------------------------------------------------------------------------------------------------- | --- | --- |
| Celtic Frost Soulfly Kreator Madball Stone Sour Trivium DevilDriver Bloodsimple The Anti Doctrine | In Flames Agnostic Front In Extremo Clawfinger Obituary Heaven Shall Burn The Haunted Raunchy A.O.K. | Motörhead Sick of It All Bullet for My Valentine Arch Enemy Gorefest Soilwork The Real McKenzies Mambo Kurt & The Bossababes |

Hard Bowl
| Venerdì | Sabato                                                                                          | Domenica                                                                                            |
| --- | ----------------------------------------------------------------------------------------------- | --------------------------------------------------------------------------------------------------- |
| Boysetsfire Danko Jones Born from Pain The Black Dahlia Murder The Kings of Nuthin Knuckledust Do or Die Deadsoil | Ignite Leeway Shelter Toxoplasma Demented Are Go! Evergreen Terrace With Honor Crushing Caspars | Deadline The Partisans First Blood Die Lokalmatadore Rawside Hundread Reason Liar Fire in the Attic |

Knüppelnacht - Saturday Night Fever - The Last Supper
| Venerdì                                                                | Sabato                                       | Domenica                       |
| ---------------------------------------------------------------------- | -------------------------------------------- | ------------------------------ |
| Endstille Disbelief Dark Fortress Mystic Circle Napalm Death Dismember | Die Krupps Synthetic Breed Volbeat Ostkreutz | Amorphis Graveworm Opeth Lumsk |

## 2007
29 giugno-1º luglio, Aeroporto di Roitzschjora, Löbnitz, Lipsia
Korn, Slayer, Hatebreed, Sick Of It All, Dropkick Murphys, Children of Bodom, Cannibal Corpse, Amon Amarth, Brujeria, Ektomorf, 1349, Bad Manners, Barcode, Bold, By Night, Caliban, Crematory, Chimaira, Dagoba, Die Kassierer, Dry Kill Logic, Earth Crisis, Fear My Thoughts, Gorilla Biscuits, Kampfar, Knorkator, Lamb of God, Lousy, Manos, Maroon, Mayhem, Misconduct, Moonsorrow, Naglfar, Neaera, One Fine Day, One Man Army & The Undead Quartet, Pain, Peter Pan Speedrock, Pro Pain, Rotten Sound, Satyricon, Smoke Blow, Swallow The Sun, Sworn Enemy, The Business, The Bones, The Creetins, Turisas, Unearth, Venerea, Volbeat, Walls of Jericho

## 2008
4-6 luglio, Aeroporto di Roitzschjora, Löbnitz, Lipsia
In Flames, Machine Head, Cavalera Conspiracy, Bullet for My Valentine, Biohazard, Mayhem, Morbid Angel, Ministry, Avenged Sevenfold, Agnostic Front, Life of Agony, Brutal Truth, Meshuggah, DevilDriver, Entombed, Moonspell, Sic Feet Under, Belphegor, Born Form Pain, Broilers, 1349, A.O.K., Death by Stereo, Caliban, Cataract, Death Before Dishonor, Rotting Christ, Die Apokalyptischen Reiter, Converge, Danko Jones, Discipline, Drone, Enemy of the Sun, Ensiferum, Fall of Serenity, H2O, Hardcore Superstar, Heaven Shall Burn, Illdisposed, Lagwagon, Japanische Kampfhörspiele, Mambo Kurt, J.B.O., Madball, Krisiun, Mad Sin, Job for a Cowboy, Misery Speaks, One Fine Day, The Exploited, Pöbel & Gesocks, Psychopunch, Primordial, Slapshot, She-Male Trouble, Ryker’s, Subway to Sally, Tech 9, The Destiny Program, The Accidents, The Turbo AC’s, Volbeat, War from a Harlots Mouth, Radio Dead Ones.

## 2010
2-4 luglio, Aeroporto di Roitzschjora, Löbnitz, Lipsia
Slayer, Killswitch Engage, Venom, Heaven Shall Burn, Sick of It All, Napalm Death, Fear Factory, NOFX, Static-X, As I Lay Dying, Sodom, Cannibal Corpse, Amorphis, Exodus, Dark Tranquillity, Paradise Lost, Marduk, Nile, Walls of Jericho, GWAR, Ektomorf, Vader, Volbeat, The Exploited, Arkangel, All for Nothing, Bloodwork, Broilers, Born from Pain, Dååth, Burning Skies, Callejon, Crowbar, Darkned Nocturn Slaughtercult, Deadline, Down by Law, Elsterglanz, Frei.Wild, Job for a Cowboy, Grand Magus, Lay Down Rotten, Horse the Band, Keep of Kalessin, Neaera, Mambo Kurt & Rockbitches, Maximum Penalty, Postmortem, Skarhead, Skindred, Mustasch, The Bones, Texas in July, The Faceless, The Mahones, Toxpack, Widsom in Chains, Walls of Jericho, Yuppicide, War from a Harlots Mouth, Throwdown, We Butter the Bread with Butter, A Day to Remember, Bleeding Through, Caliban, Death Before Dishonor, Earth Crisis, Evergreen Terrace, Letzte Instanz, The Devil's Blood, Unleashed,

## 2011
1°-3 luglio, Aeroporto di Roitzschjora, Löbnitz, Lipsia
| Main stage / Second stage / Tent stage | | |
| Venerdì 1º luglio | Sabato 2 luglio | Domenica 3 luglio |
| Hatebreed Bring Me the Horizon Bullet for My Valentine Parkway Drive Skindred Die Apokalyptischen Reiter The Black Dahlia Murder Arma Gathas Title Fight Watain Deadlock KrawallBrüder Negator Your Demise Deez Nuts Kvelertak Kylesa U.S. Bombs Cancer Bats Die Kassierer | Entombed Cavalera Conspiracy Evile Hellyeah Ill Niño Madball Agnostic Front Suicide Silence Death by Stereo Knorkator Grave Blood for Blood Millencolin The Ghost Inside Street Dogs Legion of the Damned Omnium Gatherum Peter Pan Speedrock More Than a Thousand Protest the Hero Arkona Emil Bulls | Moonspell Satyricon Six Feet Under Volbeat Samael Earth Crisis Carnifex Gallows Misery Index Manos The Adolescent First Blood Radio Dead One’s Sólstafir Stonewall Noise Orchestra The Casualities Mad Sin 50 Lions Mad Sin Terror Eläkeläiset |

## 2012
29 giugno-1º luglio, Aeroporto di Roitzschjora, Löbnitz, Lipsia
Soulfly, Heaven Shall Burn, Machine Head, Children of Bodom, Lamb of God (cancellato), Flogging Molly, Immortal, Broilers, Cannibal Corpse, Pennywise, Trivium, Suicide Silence, Ektomorf, Emmure, I Killed the Prom Queen, All Shall Perish, August Burns Red, Aborted, Carnifex, Comeback Kid, Crushing Caspars, Dark Funeral, Debauchery, Defeater, DevilDriver, Dying Fetus, Einherjer, Eläkeläiset, Elsterglanz, Endstille, Evergreen Terrace, Eskimo Callboy, Excrementory Grindfuckers, Eyes Set to Kill, Neaera (in sostituzione ai Gojira), Guns of Moropolis, Insomnium, Kill Devil Hill, Madball, Meshuggah, Nasty, Nasum, Perkele, Poison Idea, Pro Pain, Serum 114, Skeletonwitch, Smoke Blow (cancellato per il meteo), Street Dogs, Stick to Your Guns, Texas in July, The Bones, The Browning, The Carburetors (cancellato per il meteo), The Turbo A.C.’s (cancellato per il meteo), Unearth, We Butter the Bread with Butter, Winds of Plague (disdetto per separazione dal batterista), Xibalba, Toxpack, Tenside, Do or Die, Fleshgod Apocalypse

## 2013
27-30 giugno, Aeroporto di Roitzschjora, Löbnitz, Lipsia
Slayer, Hatebreed, Agnostic Front, Elsterglanz, Newsted, Korn, In Flames, Sick of It All, Caliban, Down, Parkway Drive, Ryker’s, Terror, Gothan, Asking Alexandria, Cock Sparrer, Deez Nuts, Paradise Lost, Adept, After the Burial, All That Remains, Amorphis, A.O.K., Bane, Between the Buried and Me, Betontod, Betraying the Martyrs, Bury Your Dead, Buster Shuffle, Breakdown of Sanity, Chelsea Grin, Coal Chamber, Deadline, Devil Sold His Soul, Die Kassierer, Every Time I Die, God Seed, Hämatom, Haudegen, H2O, Hail of Bullets, Hacktivist, Hellyeah, Iwrestledabearonce, Kali Yuga, Knorkator, Korpiklaani, Krisiun, Kvelertak, Mambo Kurt, Maroon, Marduk, Naglfar, Napalm Death, Negură Bunget, Pain, Rawside, Red Fang, Smoke Blow, Sodom, The Browning, The Devil Wears Prada, The Ghost Inside, The Other, Thy Art Is Murder, War from a Harlots Mouth, Your Demise

## 2014
4-6 luglio, Aeroporto di Roitzschjora, Löbnitz, Lipsia
Volbeat, Rob Zombie, Motörhead, Hatebreed, Amon Amarth, Bring Me the Horizon, Devil You Know, Callejon, Walls of Jericho, Emmure, Madball, Ignite, Comeback Kid, Kataklysm, Behemoth, Sepultura, Architects, Being as an Ocean, Blackest Dawn, blessthefall, Carach Angren, Carnifex, Death Before Dishonor, Desolated, Der Weg einer Freiheit, Dew-Scented, Discipline, Dritte Wahl, Emil Bulls, Eskimo Callboy, Finntroll, For the Fallen Dreams, Grand Supreme Blood Court, His Statue Falls, Hundredth, Long Distance Calling, Massendefekt, Malignant Tumour, Memphis May Fire, Milking the Goatmachine, Moonspell, Nails, Nile, Obey the Brave, Of Mice & Men, Protest the Hero, Psychopunch, Rogers, Rise of the Northstar, Shining, Skindred, Stick to Your Guns, The Black Dahlia Murder, The Dillinger Escape Plan, The Ocean, The Unguided, Twilight of the Gods, Volksmetal, We Butter the Bread with Butter, We Came as Romans, Raised Fist (cancellato)

## 2015
3-5 luglio, Aeroporto di Roitzschjora, Löbnitz, Lipsia
Heaven Shall Burn, In Flames, Parkway Drive, 1349, Agnostic Front, Arch Enemy, Astroid Boys, Aura Noir, Belphegor, Booze & Glory, Born from Pain, Burning Down Alaska, Carcass, Chelsea Grin, Deez Nuts, Defeater, Destrage, Diablo Blvd, Die Kassierer, Dr. Living Dead!, Eisbrecher, Enter Shikari, Eskimo Callboy, Expire, Fear Factory, Feed the Rhino, GWLT, Haudegen, Heart of a Coward, Knorkator, Kontrust, Kreator, Lamb of God, Master, Nasty, Obituary, Pro Pain, Raised Fist, Red Fang, Rotten Sound, Rotting Christ, Silent Screams, Suicide Silence, Suicidal Angels, Sylosis, Terror, Texas in July, The Ruins of Beverast, Toxpack, Upon a Burning Body, Walking Dead on Broadway

## 2016
1°-3 luglio, Aeroporto di Roitzschjora, Löbnitz, Lipsia
Five Finger Death Punch, Slayer, Amon Amarth, Trivium, Bad Religion, Hatebreed, Six Feet Under, Behemoth, Walls of Jericho, Cock Sparrer, Paradise Lost, Ektomorf, 4 Promille, Annisokay, Anti-Flag, Architects, Aktis, Attila, August Burn Reds, Beartooth, Beyond the Black, Borknagar, Breakdown of Sanity, Bury Tomorrow, Buster Shuffle, Cypecore, Deserted Fear, Drescher, Endstille, Fallujah, Fit for an Autopsy, Goitzsche Front, Grave, Gutalax, H2O, Hammercult, Havok, Inquisition, John Koffey, Legion of the Dead, Lionheart, Monuments, Norma Jean, Our Last Night, Perkele, Ragnarok, Raunchy, Rise of the Northstar, Siberian Meat Grinder, Smoke the Sky, Stepfather Fred, Stick to Your Guns, Stray from the Path, Strife, The Amity Affliction, The Browning, The Hirsch Effekt, The Real McKenzies, Thy Art Is Murder, To the Rats and Wolves, Turnstile, Unleash the Sky, Vader, Varg, We Butter the Bread with Butter

## 2017
Avatar, The Black Dahlia Murder (cancellato), Of Mice & Men (cancellato), Madball (cancellato), Sepultura (cancellato), Airbourne (cancellato), Apocalyptica (cancellato), Brothers in Arms, Tell You What Now, Mute Nation (cancellato), Misharped Fortune (cancellato), Dust Bolt (cancellato), God Dethroned (cancellato), Counterfeit, Wolf Down, Apologies, I Have None (cancellato), While She Sleeps, Deez Nuts, Toxpack (cancellato), Suicide Silence (cancellato), Dark Funeral (cancellato), Cryptopsy (cancellato), Soulburn (cancellato), Shining (cancellato), Spasm, Walking Dead on Broadway, Callejon, Knorkator, Ministry, Dropkick Murphys, In Flames, Tenside, Carnage Calligraphy, Arise from the Fallen, Silence Is Betrayal, D.R.I., Aborted, Tausend Löwen unter Feinden, Four Year Strong, Bad Omens, Swiss und Die Andern, Adept, Nasty, Napalm Death, Eïs, Carach Angren, Debauchery, Val Sinestra, Tanzwut, Kvelertak, Equilibrium, Triptykon, Elsterglanz, Morgoth, Emil Bulls, Die Kassierer, Royal Republic, Terror, Kreator, tuXedoo, The Butcher Sisters, Trynity, Tragedy of Mine, Psychopunch, Excrementory Grindfuckers, Novelists, Broken Teeth, Wisdom in Chains, Obey the Brave, Northlane, Comeback Kid, Motionless in White, Architects, Combichrist, Silent Descent, Atari Teenage Riot, Trollfest, Bombus, Rotting Christ, Moonsorrow, Soilwork

## 2018
8kids, Abbath, Apocalyptica, Asking Alexandria, Being as an Ocean, Belphegor, Benediction, Body Count feat. Ice-T, Booze & Glory, Bullet for My Valentine, Caliban, Cradle of Filth, Dagoba, Ded, Dool, Dritte Wahl, Drunken Swallows, Ektomorf, Emmure, Employed to Serve, Entombed A.D., Eskimo Callboy, First Blood, Dethroned, H2O, Hatebreed, In This Moment, Johnny Deathshadow, Judas Priest, Kanzler & Söhne, Kataklysm, Knocked Loose, Life of Agony, Lionheart, Madball, Mambo Kurt & Gäste, Manos, Marduk, Megaherz, Miss May I, Moscow Death Brigade, Necrophobic, Nothing More, Oceans Ate Alaska, Parkway Drive, Perkele, Powerflo, Pro Pain, Psychostick, Rise of the Northstar, Septicflesh, Soulfly, Stick to Your Guns, Stray from the Path, Tankard, Tendencia, The Hirsch Effekt, Thy Art Is Murder, Toxpack, Unleashed, We Butter the Bread with Butter, Wolves in the Throne Room, Vallenfyre, Ze Gran Zeft

## 2019
Alcest, The Amity Affliction, Amorphis, Animals as Leaders, Annisokay, Any Given Day, Arch Enemy, At the Gates, Bad Omens, Batushka, Beartooth, Behemoth, Billybio, Black Peaks, Bleeding Through, Bury Tomorrow, Cane Hill, Carach Angren, Cannibal Corpse, Crystal Lake, Flogging Molly, Harakiri for the Sky, Harms Way, Ignite, Infected Rain,  Jinjer, Kadavar, Knorkator, Lamb of God, Landmvrks, Limp Bizkit, Malevolence, Mambo Kurt, Mantar, Massendefekt, Municipal Waste, The Ocean, Orange Goblin, Our Last Night, Parkway Drive, Polaris, Power Trip, Sick of It All, Sondaschule, Terror, TesseracT, Turnstile, Walking Dead on Broadway, While She Sleeps, Whitechapel, Wolfheart, Zeal & Ardor

## 2020 (edizione annullata)
Gruppi annunciati: 1349, Amaranthe, Amon Amarth, Anti-Flag, August Burns Red, Being as an Ocean, Bleed from Within, Boysetsfire, Counterparts, Creeper, Dagoba, Dawn Rayd, Deafheaven, Dying Fetus, Emil Bulls, Equilibrium, Excrementory Grindfuckers, First Blood, Fleshgod Apocalypse, Frog Leap, Gatecreeper, Get the Shot, The Ghost Inside, Heaven Shall Burn, Imminence, Killswitch Engage, Knocked Loose, Kvelertak, Meshuggah, Milking the Goatmachine, Nasty, Neck Deep, Northlane, Obituary, Oceans, Of Mice & Men, Polar, Primordial, Rise of the Northstar, Risk It, Rotting Christ, The Rumjacks, Silverstein, Soilwork, Suicide Silence, Swiss und Die Andern, Thy Art Is Murder, ZSK